# Каримов, Гулям
Гулям Каримов (1918 — 2014) — лейтенант Рабоче-крестьянской Красной Армии, участник Великой Отечественной войны, Герой Советского Союза (1945).

## Биография
Гулям Каримов родился 10 ноября 1918 года в населённом пункте Янарык (ныне — Орджоникидзевский район Ташкентской области Узбекистана). Окончил среднюю школу. В 1938—1940 годах проходил службу в Рабоче-крестьянской Красной Армии. После демобилизации окончил курсы по подготовке учителей. В марте 1942 года Каримов был повторно призван в армию. В том же году он окончил курсы младших лейтенантов. С октября 1943 года — на фронтах Великой Отечественной войны. К августу 1944 года гвардии лейтенант Гулям Каримов командовал пулемётным взводом 132-го гвардейского стрелкового полка 42-й гвардейской стрелковой дивизии 40-й армии 2-го Украинского фронта. Отличился во время освобождения Румынии.
19-21 августа 1944 года Каримов участвовал в боях у населённого пункта Сочь к юго-западу от города Пашкани. Бойцы его взвода уничтожили несколько дзотов и дотов, а также отразили несколько немецких контратак.
Указом Президиума Верховного Совета СССР от 24 марта 1945 года за «образцовое выполнение заданий командования и проявленные мужество и героизм в боях с немецкими захватчиками» гвардии лейтенант Гулям Каримов был удостоен высокого звания Героя Советского Союза с вручением ордена Ленина и медали «Золотая Звезда» за номером 4737.
В 1944 году Гулямов был уволен в запас. Проживал в посёлке Кибрай Орджоникидзевского района Узбекистана, до выхода на пенсию работал в отделе кадров местного объединения «Сельхозтехника».
Умер в 2014 году.
Был также награждён орденами Красного Знамени, Отечественной войны 1-й и 2-й степеней, Красной Звезды, «Знак Почёта», рядом медалей.